# Phổ khối gia tốc

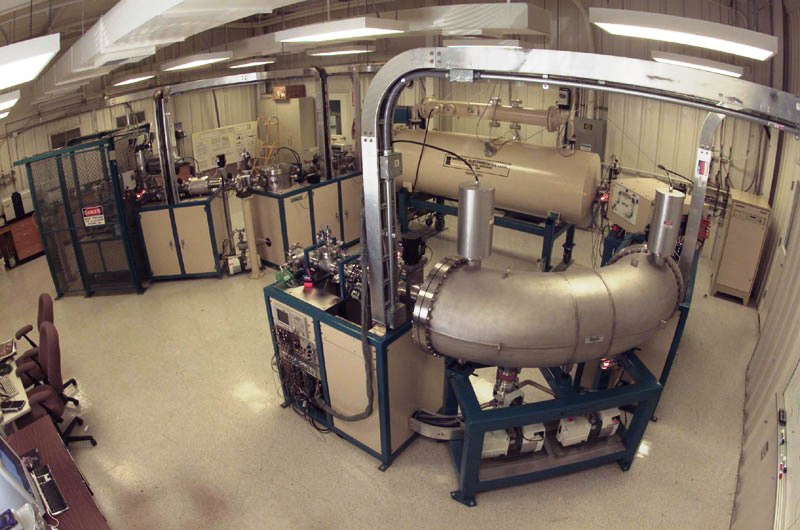
Máy phổ khối gia tốc ở Lawrence Livermore National Laboratory

Mô hình cơ bản của một khối phổ kế.

Phương pháp Phổ khối gia tốc viết tắt AMS (tiếng Anh: Accelerator mass spectrometry), là thành viên của nhóm các phương pháp khối phổ, thực hiện phân tích các phần tử vật chất theo khối lượng và điện tích hạt. AMS có bộ phận làm gia tốc các ion để đạt động năng cực cao trước khi phân tích phổ khối lượng, nhờ đó AMS tăng độ phân giải theo khối lượng, phân tách được các thành phần khối sát nhau như phân tách 14C với 12C.
Mặt khác, AMS ngăn chặn được sự đồng trị khối lượng của phân tử một cách hoàn toàn, và trong nhiều trường hợp có thể tách các nguyên tố có đồng trị khối lượng, ví dụ phân tách 14N với 14C. Điều này làm cho AMS có thể phát hiện các đồng vị phóng xạ có thời gian sống đủ dài trong tự nhiên như 10Be, 36Cl, 26Al và 14C. Dải dư đồng vị điển hình của AMS dao động từ 10−12 đến 10−18. Năng lực phân giải cao làm cho AMS là một kỹ thuật cạnh tranh so với phương pháp đếm phân rã phóng xạ cho tất cả các đồng vị nếu có chu kỳ bán rã đủ dài.